# Евпраксия Псковская
Евпракси́я Пско́вская (в миру Евфроси́ния; ? — 8 мая 1243, Отепя (ныне Эстония) — предположительно, дочь полоцкого князя Рогволода Борисовича. Почитается Русской Православной церковью в лике благоверных, память совершается 16 октября (по юлианскому календарю).

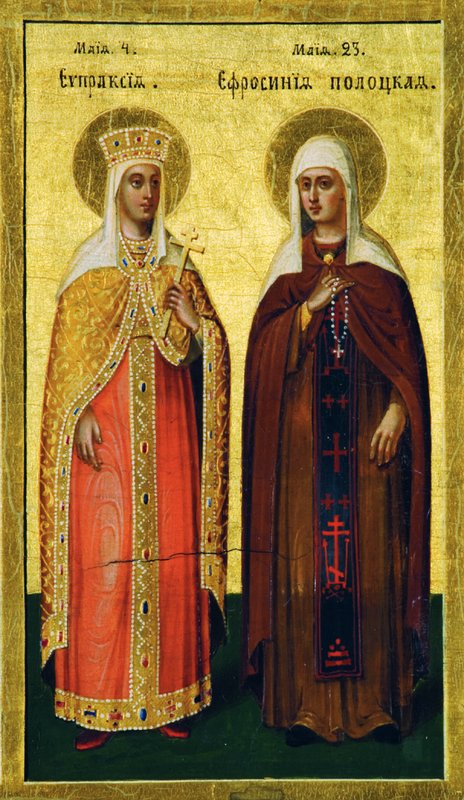
Преп. Евпраксия Псковская и прп. Евфросиния Полоцкая.

Родилась, возможно, в 1170-е годы и не позднее 1181. Воспитывалась в полоцком Спасо-Преображенском монастыре. Примерно в 30-летнем возрасте вышла замуж за псковского князя Ярослава Владимировича, став, вероятно, второй его женой.
Князь Ярослав бежал из Пскова в Ливонию и женился там на немке. Вместе с немецкими рыцарями он не раз нападал на русские земли, в 1231 году захватил Изборск. После ухода мужа Евфросиния стала вести исключительно благочестивую жизнь: в 1243 году построила на берегу реки Великой Иоанно-Предтеченский женский монастырь и стала его первой игуменьей.
В том же году она была приглашена в Ливонию для свидания с бывшим мужем и переговорах о приданом, где была 8 мая убита в городе Оденпе пасынком (сыном Ярослава и немки).
Погребена в соборе устроенного ею монастыря.
Традиция местного почитания Евпраксии ведется от признания новгородским епископом появления чудотворности иконы над гробом Евпраксии. «Святая и благоверная княгиня Евпраксия Псковская» названа в «Описании о российских святых» в списке 1734 года (С. 264—265), в более ранних списках её имени нет.
Лик праведной княгини сохранился на двух иконах, на одной из них она изображена молящейся со святым Иоанном Предтечей и святым апостолом Андреем Первозванным.